# Balanus vadaszi
Balanus vadaszi is een zeepokkensoort uit de familie van de Balanidae. De wetenschappelijke naam van de soort is voor het eerst geldig gepubliceerd in 1949 door Kolosváry.